# Мательон, Даниэль
Даниэль Мательон Рамос (исп. Daniel Matellon Ramos или просто Даниэль Мательон (исп. Daniel Matellon); 2 февраля 1988, Гавана, Куба) — кубинский боксёр-профессионал. Временный чемпион мира в 1-й наилегчайшей весовой категории (WBA, 2020—2021).
Победитель (2010), серебряный (2009, 2011) и бронзовый (2007, 2008) призёр чемпионата Кубы среди любителей.

## Любительская карьера

### Чемпионат Кубы 2005
Выступал в 1-й наилегчайшей весовой категории (до 48 кг). В 1/8 финала проиграл Андри Лаффите.

### Чемпионат Кубы 2006
Выступал в 1-й наилегчайшей весовой категории (до 48 кг). В 1/8 финала победил Йосвани Полл Плану. В четвертьфинале проиграл Яну Бартелеми.

### Чемпионат Кубы 2007
Выступал в 1-й наилегчайшей весовой категории (до 48 кг). В 1/8 финала победил Юниера Гонгору. В четвертьфинале победил Йоандри Мартинеса. В полуфинале проиграл Ямпьеру Эрнандесу.

### Чемпионат Кубы 2008
Выступал в 1-й наилегчайшей весовой категории (до 48 кг). В 1/16 финала победил Реиниера Матоса. В 1/8 финала Хосе Барреру. В четвертьфинале победил Вильфредо Дуани. В полуфинале проиграл Айрену Пересу.

### Чемпионат Кубы 2009
Выступал в 1-й наилегчайшей весовой категории (до 48 кг). В 1/8 финала победил Луиса Орландо Саласара. В четвертьфинале победил Хорхе Заяса. В полуфинале победил Вильфредо Дуани. В финале проиграл Юниеру Эчеваррии.

### Чемпионат мира 2009
Выступал в 1-й наилегчайшей весовой категории (до 48 кг). В 1/16 финала победил пакистанца Рашида Фатеха. В 1/8 финала победил кенийца Питера Варуи. В четвертьфинале проиграл южнокорейцу Син Джон Хуну.

### Чемпионат Кубы 2010
Выступал в 1-й наилегчайшей весовой категории (до 48 кг). В 1/8 финала победил Луиса Теллеса. В четвертьфинале победил Сантьяго Амадора. В полуфинале победил Пабло Висенте. В финале победил Йосвани Вейтию.

### Чемпионат Кубы 2011
Выступал в 1-й наилегчайшей весовой категории (до 49 кг). В 1/16 финала победил Реиделя Родригеса. В 1/8 финала победил Йордана Сойета. В четвертьфинале победил Луиса Корреосо. В полуфинале победил Сантьяго Амадора. В финале проиграл Йосвани Вейтии.

### Чемпионат Кубы 2014
Выступал в 1-й наилегчайшей весовой категории (до 49 кг). В 1/8 финала победил Леонеля Лореса. В четвертьфинале проиграл Луису Корреосо.

## Профессиональная карьера
Дебютировал на профессиональном ринге 21 октября 2016 года. Победил по очкам.

### Чемпионский бой с Эриком Омаром Лопесом
7 февраля 2020 года встретился с мексиканцем Эриком Омаром Лопесом. На кону стоял вакантный титул временного чемпиона мира в 1-м наилегчайшем весе по версии WBA. Победил по очкам.
26 июня 2021 года победил экс-чемпиона мира в минимальном весе мексиканца Хосе Аргумедо и защитил титул.
В августе 2021 года WBA объявила, что упраздняет титул «временного чемпиона» во всех весовых категориях.
9 июня 2023 года проиграл по очкам экс-чемпиону мира в 1-м наилегчайшем весе венесуэльцу Карлосу Канисалесу.

## Статистика боёв
В таблице перечислены результаты всех поединков боксёров.
В каждой строке указан результат поединка. Дополнительно номер поединка обозначен цветом, который обозначает итог поединка. Расшифровка обозначений и цветов представлена в нижеследующей таблице.
| Пример | Расшифровка                     |
| ------ | ------------------------------- |
|        | Победа                          |
|        | Ничья                           |
|        | Поражение                       |
|        | Планируемый поединок            |
|        | Поединок признан несостоявшимся |
| КО     | Нокаут                          |
| ТКО    | Технический нокаут              |
| PTS    | Решение судей (по очкам)        |
| UD     | Единогласное решение судей      |
| MD     | Решение большинства судей       |
| SD     | Раздельное решение судей        |
| RTD    | Отказ от продолжения боя        |
| DQ     | Дисквалификация                 |
| NC     | Поединок признан несостоявшимся |

| Бой | Дата             | Соперник                       | Место проведения                                                                     | Результат | Примечание |
| --- | ---------------- | ------------------------------ | ------------------------------------------------------------------------------------ | --------- | --- |
| 16  | 9 июня 2023      | Карлос Канисалес (25-1-1)      | Casino Buenos Aires, Буэнос-Айрес, Аргентина                                         | TD8 (12)  | Элиминатор WBA в 1-м наилегчайшем весе. Счёт: 74-76 и 73-77 (дважды).                                                                  |
| 15  | 16 июля 2022     | Иван Гарсия Каррильо (24-4-1)  | Los Andes Mall, город Панама, Панама                                                 | KO3 (10)  | Выиграл вакантный титул WBA Fedecaribe в 1-м наилегчайшем весе.                                                                        |
| 14  | 26 июня 2021     | Хосе Аргумедо (24-4-1)         | Arena Alcalde, Гвадалахара, Халиско, Мексика                                         | UD12 (12) | Защитил титул временного чемпиона мира в 1-м наилегчайшем весе по версии WBA (1-я защита Мательона). Счёт: 117-111 и 115-113 (дважды). |
| 13  | 7 февраля 2020   | Эрик Омар Лопес (14-4-1)       | Roberto Durán Arena, город Панама, Панама                                            | MD12 (12) | Завоевал вакантный титул временного чемпиона мира в 1-м наилегчайшем весе по версии WBA. Счёт: 114-114 и 116-112 (дважды).             |
| 12  | 31 июля 2019     | Луис Де Ла Роса (25-14-1)      | Fantastic Casino de Albrook Mall, город Панама, Панама                               | KO1 (8)   | |
| 11  | 30 апреля 2019   | Марио Андраде Падилья (15-8-6) | Fantastic Casino de Albrook Mall, город Панама, Панама                               | KO2 (11)  | Защитил титул WBA Fedelatin в 1-м наилегчайшем весе (2-я защита Мательона).                                                            |
| 10  | 29 сентября 2018 | Масамити Ябуки (7-2)           | Коракуэн, Токио, Япония                                                              | SD8 (8)   | Счёт: 78-74, 78-75, 76-77. |
| 9   | 4 мая 2018       | Фернандо Годинес Диас (9-4)    | Fantastic Casino de Albrook Mall, город Панама, Панама                               | KO2 (8)   | |
| 8   | 10 марта 2018    | Камило Мендоса (11-2-1)        | Fantastic Casino de Albrook Mall, город Панама, Панама                               | KO6 (11)  | Защитил титул WBA Fedelatin в 1-м наилегчайшем весе (1-я защита Мательона).                                                            |
| 7   | 30 сентября 2017 | Кенни Кано (10-0)              | Hotel Veneto, город Панама, Панама                                                   | UD11 (11) | Завоевал вакантный титул WBA Fedelatin в 1-м наилегчайшем весе. Счёт: 105-104 (все).                                                   |
| 6   | 11 августа 2017  | Йенрри Бермудес (7-18-2)       | Club Arabe de Colon, Колон, Панама                                                   | TKO4 (6)  | Бермудес два раза в нокдауне во 2-м раунде.                                                                                            |
| 5   | 30 июня 2017     | Хонатан Ариас (17-12)          | Los Andes Mall, город Панама, Панама                                                 | UD6 (6)   | Мательон в нокдауне во 2-м раунде. Ариас два раза в нокдауне в 5-м раунде. Счёт: 57-54 и 56-55 (дважды).                               |
| 4   | 16 февраля 2017  | Асаэль Вильяр (12-0-1)         | Centro de Convenciones Vasco Núñez de Balboa (Hotel El Panama), город Панама, Панама | UD6 (6)   | Счёт: 57-57 (все). |
| 3   | 1 декабря 2016   | Аргенис Черемо (3-6-1)         | Los Andes Mall, город Панама, Панама                                                 | SD4 (4)   | Мательон и Черемо в нокдауне во 2-м раунде. Счёт: 38-39, 39-37, 38-38.                                                                 |
| 2   | 5 ноября 2016    | Маркос Аррьета (дебют)         | Jardin Tacita de Oro, Парита, Панама                                                 | TKO2 (4)  | |
| 1   | 21 октября 2016  | Хонни Гарай (2-1)              | Los Andes Mall, город Панама, Панама                                                 | UD4 (4)   | Гарай в нокдауне в 3-м раунде. Счёт: 38-37 и 39-36 (дважды).                                                                           |
| Бой | Дата             | Соперник                       | Место проведения                                                                     | Результат | Примечание |

## Титулы и достижения

### Любительские
- 2007  Бронзовый призёр чемпионата Кубы в 1-м наилегчайшем весе (до 48 кг).
- 2008  Бронзовый призёр чемпионата Кубы в 1-м наилегчайшем весе (до 48 кг).
- 2009  Серебряный призёр чемпионата Кубы в 1-м наилегчайшем весе (до 48 кг).
- 2010  Чемпион Кубы в 1-м наилегчайшем весе (до 48 кг).
- 2011  Серебряный призёр чемпионата Кубы в 1-м наилегчайшем весе (до 49 кг).

### Профессиональные
- Титул WBA Fedelatin в 1-м наилегчайшем весе (2017—2020).
- Временный чемпион мира в 1-м наилегчайшем весе по версии WBA (2020—2021).
- Титул WBA Fedecaribe в 1-м наилегчайшем весе (2022—н. в.).